# Campionat de Catalunya de futbol 1905-1906
La temporada 1905-06 del Campionat de Catalunya de futbol fou la setena edició de la competició. Fou disputada la temporada 1905-06 pels principals clubs de futbol de Catalunya.

## Primera Categoria

### Classificació final
| Pos | Equip            | PJ | PG | PE | PP | GF | GC | DG  | Pts | Classificació |     | X Sporting Club | Futbol Club Internacional | Futbol Club Barcelona | Català Futbol Club | Joventut FC | Club Deportiu Espanyol |
| --- | ---------------- | -- | -- | -- | -- | -- | -- | --- | --- | ------------- | --- | --------------- | ------------------------- | --------------------- | ------------------ | ----------- | ---------------------- |
| 1   | FC X (C)         | 6  | 5  | 0  | 1  | 7  | 4  | +3  | 10  | Campió        |     | —               | 1–3                       | 2–0                   | (n/p)              |             |                        |
| 2   | FC Internacional | 6  | 4  | 0  | 2  | 11 | 9  | +2  | 8   |               |     | 0–1             | —                         | 4–2                   | (n/p)              |             |                        |
| 3   | FC Barcelona     | 6  | 3  | 0  | 3  | 16 | 10 | +6  | 6   |               | 1–2 | 5–0             | —                         | 5–2                   |                    |             |                        |
| 4   | Català FC        | 6  | 0  | 0  | 6  | 2  | 13 | −11 | 0   |               | 0–1 | 0–4             | 0–3                       | —                     |                    |             |                        |
| 5   | Joventut FC      | 0  | 0  | 0  | 0  | 0  | 0  | 0   | 0   | (Nota)        |     |                 |                           |                       |                    | —           |                        |
| 6   | Club Espanyol    | 0  | 0  | 0  | 0  | 0  | 0  | 0   | 0   | (Nota)        |     |                 |                           |                       |                    |             | —                      |

Tots els clubs eren de Barcelona, i el FC X es proclamà campió. L'Espanyol fou el primer equip que va abandonar la competició, ja que la majoria dels seus jugadors va marxar a estudiar a l'estranger, mentre que la resta va unir-se al FC X. D'altra banda, el Joventut FC es retirà en ple campionat perquè va dissoldre's la societat. El FC Internacional també desaparegué, quan va acabar la temporada.

### Resultats finals
- Campió de Catalunya: FC X
- Classificats pel Campionat d'Espanya: FC X, però renuncià a participar-hi
- Descensos: No hi havia descensos reglamentats
- Ascensos: No hi havia ascensos reglamentats